# Joseph Quaisser

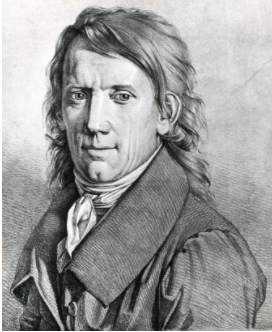
Joseph Quaisser

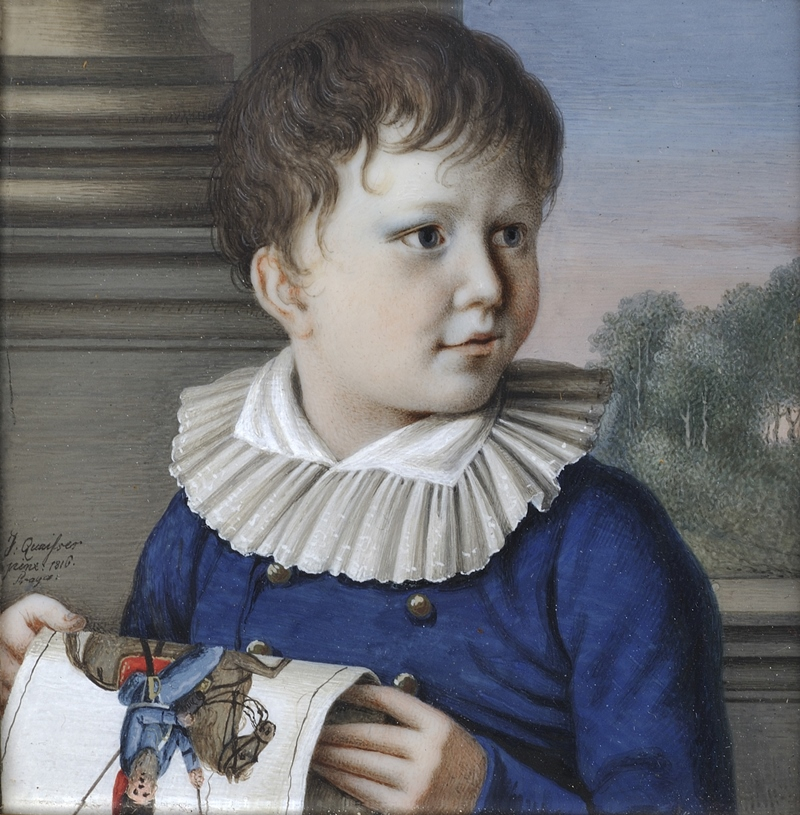
Joseph Quaisser: Eduard Clam-Gallas (1816)

Joseph Quaisser, auch Josef Quaisser, (* 1776 oder 1777 in Seifersdorf; † 1. Juni 1845 in Prag) war ein böhmischer Maler, Kupferstecher und Lithograf.

## Leben und Wirken
Quaisser war der Sohn eines einfachen Zimmermanns, der während der frühen Jugend seines Sohnes mit der Familie nach Engelsberg zog. Aus diesem Grund wurde Quaisser oftmals als „Engelsberger“ genannt. Er brachte sich das Malen selbst bei. Graf Christian Philipp Clam-Gallas, der von Quaissers Lehrer das Bild eines großen Reiters des Schülers erhalten hatte, finanzierte ihm daraufhin einen Besuch der Dresdener Malakademie. Dort lernte er bei Johann Baptist Casanova, der ihn vor den Anfeindungen von Mitschülern schützte. Quaisser entwickelte sich binnen kurzer Zeit zum besten Schüler in Casanovas Klasse.
Im dritten Jahr seiner Ausbildung nahm Quassier mit der Natur nachempfundenen Zeichnungen und Farbenskizzen an einer Ausstellung teil. Diese Werke zeigten bereits seine malerisches Talent. Im Jahr 1799 ging er als Maler nach Prag und arbeitete dort für seinen Protektor Christian Ph. Clam-Gallas. Während dieser Zeit gründete Joseph Bergler der Jüngere die Prager Schule für bildende Künste. Quaisser soll gemäß älteren Quellen zu Berglers Schülern gehört haben, was jedoch aufgrund seines Alters nicht stimmen kann. Beide standen jedoch zweifellos in engem persönlichem Kontakt und arbeiteten im ekletistischen Stil Anton Raphael Mengs’. Quaissers während dieser Zeit geschaffenen Werke zeigen daher eindeutig einen Bezug zu Bergler.
Sein Vetter Joseph von Führich regte Quaisser zu einem Stilwechsel an. Danach schuf er nur noch wenige Werke, die aber zeigen, dass er die Anregungen Führichs aufgriff und seit dieser Zeit hinsichtlich Komposition und Farbgebung selbstständiger arbeitete. Er änderte nicht nur seinen Stil, sondern setzte sich vielmehr persönlich für das Ansinnen seines Vetters ein, die Kunst zu reformieren. Da er als lediger Mann keine Standesinteressen berücksichtigen musste und als beliebte Persönlichkeit galt, entwickelte er sich im Hause der Clams zu einem maßgeblichen Gutachter von Kunstwerken und warb, wie wenige andere Personen, erfolgreich für Führichs Werke.

## Werke
Bei den Bildern, die Quaisser bekannt machten, handelte es sich zunächst um Porträts des Grafen und der Gräfin Clam-Gallas, die er auch mehrfach erstellte. Die Bilder waren für das Prager Palais, das Reichenberger und Friedländer Schloss vorgesehen. Einen besonderen Auftrag erhielt er für das Stadthaus von Reichenberg, wo sein Gemälde von Friedrich I. zur selben Zeit im Jahr 1826 ausgestellt wurde. Er porträtierte den gräflichen Wissenschaftsrat Paul Speer, den Sänger Giordani und Kreisdechant P. Franz Petter. Diese Darstellungen führten zu weiterer allgemeiner Anerkennung seines Schaffens.
Quaisser schuf darüber hinaus Altarbilder für herrschaftliche Patronatskirchen, wozu er dienstlich verpflichtet war. In diesem Zusammenhang erstellte er für die Pfarrkirche von Neustadtl die Seitenaltäre „Der Traum des hl. Joseph“, „St. Christian, Erzbischof von Antiochien vor dem Altar kniend“, den „St. Michael“ für die Kirche von Bullendorf, „St. Magdalena“ für die Kirche in Ringenhain und  „Maria, als Königin der Engel“ für den Altar in Engelsberg.
Quaisser erstellte außerdem Lithographien und Radierungen. Bekannt sind die als Lithografien ausgeführten Porträts des Grafen Christian Clam-Gallas und dessen Ehefrau. Hinzu kommt eine Anleitung zum Zeichnen von Köpfen und Figuren. Die 15 Blätter umfassende Anleitung ging 1831 bei Pet. Bohmann’s Erben in Prag in den Druck. Dieser Verlag druckte auch Quaissers „Bildnisse berühmter Männer“. Weitere Porträts, darunter von Joseph Bergler und Joseph von Führich, blieben unveröffentlicht.
Ein Porträt Quaissers in Form einer Lithografie gestaltete Franz Nadorp.